# Собор Святых Петра и Павла (Таллин)
Собо́р святы́х Петра́ и Па́вла (эст. Tallinna Peetri ja Pauli Toomkirik) — католическая церковь в Таллине, Эстония. Церковь является кафедральным собором Таллинской епархии Римско-католической церкви. Внесена в Государственный регистр памятников культуры Эстонии как памятник архитектуры.

## История

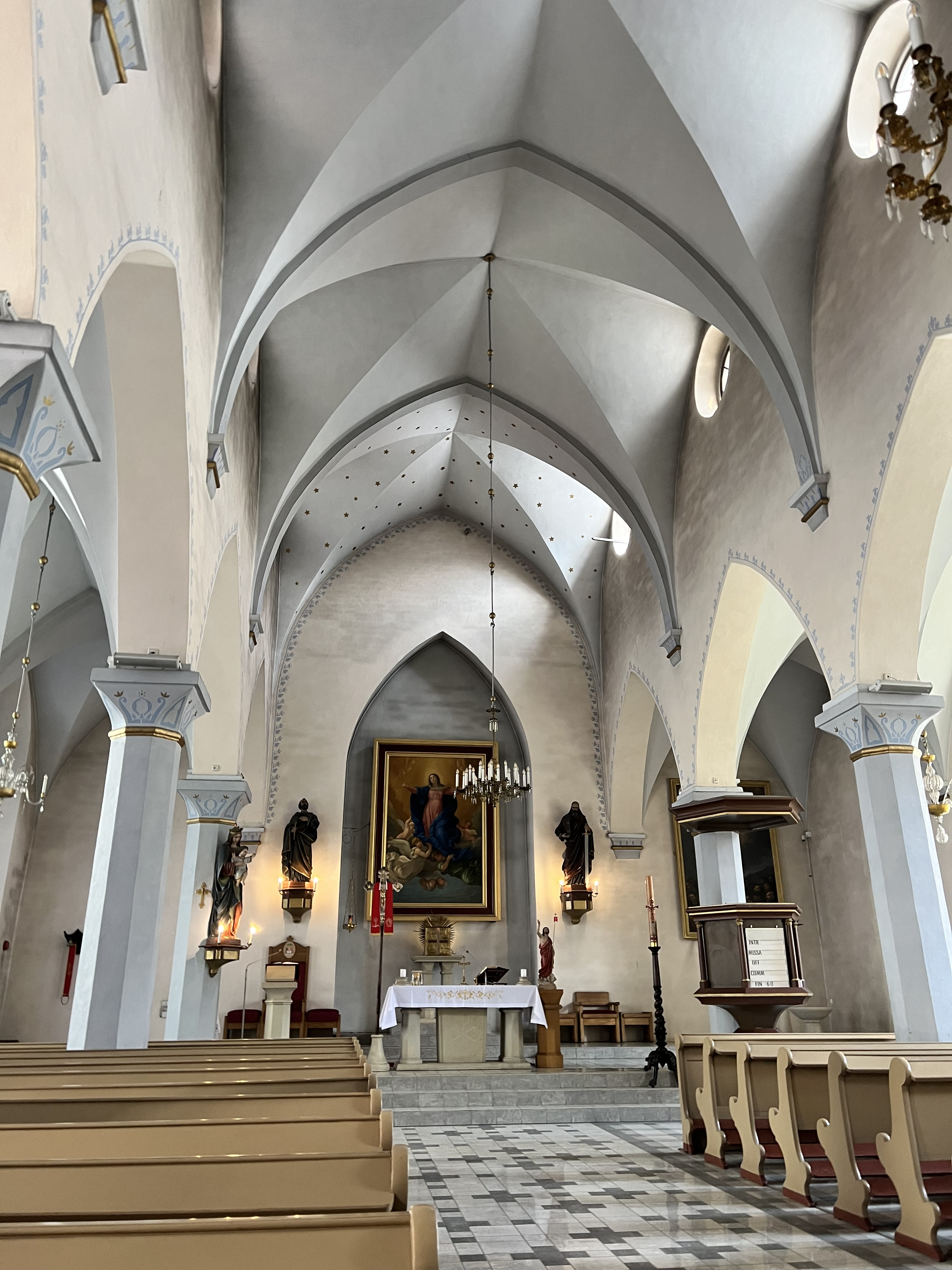
Интерьер собора Святых Петра и Павла

После Реформации на территории современной Эстонии не было католических храмов. С 1799 года поляки, проживавшие в Таллине, использовали для богослужения трапезную бывшего доминиканского монастыря святой Екатерины. После того как католическая община возросла до 1500 человек, было решено построить католическую церковь в городе. Проект церкви был разработан архитектором Карлом Росси. В 1841 году началось строительство храма. 26 декабря 1845 года состоялось освящение церкви.
В 1924 году в Эстонии была создана Апостольская администратура Эстонии и церковь святых Петра и Павла стала кафедральным собором этой католической структуры. С 1930 года настоятелем собора был священник Эдуард Профитлих, который в 1931 году был назначен Святым Престолом архиепископом и апостольским викарием Апостольской администратуры Эстонии. В 1941 году Эдуард Профитлих был арестован и скончался в тюрьме города Кирова в 1942 году. Его преемник Генри Венлинг также был арестован в 1945 году. До 1950 года в церкви не было настоятеля. В 1952 году настоятелем церкви был назначен латышский священник Мителис Крумпанс, который исполнял свои обязанности до 1987 года.

## Описание
Церковь имеет форму базилики и построена в классическом стиле с двумя неоготическими башнями. Внутреннее пространство разделено тремя нефами. В алтарной части сохранилась икона Успения Пресвятой Девы Марии работы Гвидо Рени, которая была подарена приходу баварским королём Людвигом I.
При инспектировании 12 декабря 2023 года состояние здания церкви было оценено как хорошее.